# O Captain! My Captain!
O Captain! My Captain! est un poème de Walt Whitman. Il fut composé en hommage au président des États-Unis Abraham Lincoln, assassiné le 14 avril 1865. Le poème parut la même année dans un appendice à la dernière version de Feuilles d'herbe (Leaves of Grass).
Le poème se compose de trois strophes et commence par la célèbre apostrophe : O Captain! my Captain!.
On trouve de nombreuses références ou reprises de ce poème dans la culture populaire, notamment dans le film Le Cercle des poètes disparus.

## Texte original et sa traduction française
| O Captain! My Captain! O Captain! My Captain! our fearful trip is done; The ship has weather'd every rack, the prize we sought is won; The port is near, the bells I hear, the people all exulting, While follow eyes the steady keel, the vessel grim and daring But O heart! heart! heart! O the bleeding drops of red, Where on the deck my Captain lies, Fallen cold and dead. O Captain! My Captain! rise up and hear the bells; Rise up — for you the flag is flung — for you the bugle trills; For you bouquets and ribbon'd wreaths — for you the shores a-crowding; For you they call, the swaying mass, their eager faces turning Here Captain! dear father! This arm beneath your head; It is some dream that on the deck, You've fallen cold and dead. My Captain does not answer, his lips are pale and still; My father does not feel my arm, he has no pulse nor will; The ship is anchor'd safe and sound, its voyage closed and done; From fearful trip the victor ship comes in with object won Exult, O shores, and ring, O bells! But I with mournful tread, Walk the deck my Captain lies, Fallen cold and dead. | Ô Capitaine ! Mon Capitaine ! Ô Capitaine ! Mon Capitaine ! Notre effroyable voyage est terminé Le vaisseau a franchi tous les caps, la récompense recherchée est gagnée Le port est proche, j'entends les cloches, la foule qui exulte, Pendant que les yeux suivent la quille franche, le vaisseau lugubre et audacieux. Mais ô cœur ! cœur ! Ô les gouttes rouges qui saignent Sur le pont où gît mon Capitaine, Étendu, froid et sans vie. Ô Capitaine ! Mon Capitaine ! Lève-toi pour écouter les cloches. Lève-toi: pour toi le drapeau est hissé, pour toi le clairon trille, Pour toi les bouquets et guirlandes enrubannées, pour toi les rives noires de monde, Elle appelle vers toi, la masse ondulante, leurs visages passionnés se tournent: Ici, Capitaine ! Cher père ! Ce bras passé sous ta tête, C'est un rêve que sur le pont Tu es étendu, froid et sans vie. Mon Capitaine ne répond pas, ses lèvres sont livides et immobiles; Mon père ne sent pas mon bras, il n'a plus pouls ni volonté. Le navire est ancré sain et sauf, son périple clos et conclu. De l'effrayante traversée le navire rentre victorieux avec son trophée. Ô rives, exultez, et sonnez, ô cloches ! Mais moi d'un pas lugubre, J'arpente le pont où gît mon capitaine, Étendu, froid et sans vie. |